# Raliwka (hromada)
Raliwka – hromada terytorialna w rejonie samborskim obwodu lwowskiego Ukrainy. Siedzibą hromady jest Raliwka.
Hromadę utworzono 25 września 2020 roku w ramach reformy decentralizacji. W jej skład weszły miejscowości z dotychczasowych hromad: Czukwa, Horodyszcze, Kulczyce, Olszanik, Raliwka.  

## Miejscowości hromady
W skład hromady wchodzi 23 miejscowości:

- Raliwka – centrum hromady
- Bereźnica
- Błażów
- Chatky
- Czerchawa
- Czukiew
- Hlubocz
- Horodyszcze
- Kulczyce
- Łopuszna
- Łukawica
- Mała Spryńka
- Młyn
- Manasterzec
- Nahirne
- Olszanik
- Sprynia
- Szade
- Trojany
- Wola Błażowska
- Wolanka
- Zadniestrze
- Zwór